# USS LST-951
O USS LST-951 foi um navio de guerra norte-americano da classe LST que operou durante a Segunda Guerra Mundial.